# Sigeva gressitti
Sigeva gressitti är en insektsart som beskrevs av Otte, D. 1988. Sigeva gressitti ingår i släktet Sigeva och familjen syrsor. Inga underarter finns listade i Catalogue of Life.